# Teplička (Chéquia)
Teplička (Repubblica Ceca) é uma comuna checa localizada na região de Karlovy Vary, distrito de Karlovy Vary‎.